# Maback'la
Maback'la (ou Mabagalak) est un village du Cameroun situé dans le département du Djérem et la Région de l'Adamaoua. Il fait partie de la commune de Tibati.

## Population
En 1967, Maback'la comptait 87 habitants, principalement Gbaya. Lors du recensement de 2005, le village était habité par 373 personnes, 187 de sexe masculin et 186 de sexe féminin.